# 市川宣子
市川 宣子（いちかわ のぶこ、1960年12月4日 - ）は、日本の児童文学作家。日本ペンクラブ会員。

## 略歴
神奈川県生まれ。学習院大学文学部卒業。1982年より月刊「保育絵本」の編集に携わる。
2006年『ケイゾウさんは四月がきらいです。』で小学館児童出版文化賞、2010年『きのうの夜、おとうさんがおそく帰った、そのわけは…』で野間児童文芸賞、2013年『あまやどり』でひろすけ童話賞受賞。

## 著書
- 『バナナンナン』（チャイルド本社、アップルしかけ絵本） 2001.5
『バナナンナン』（ひさかたチャイルド） 2006.6
- 『どんぶらこ』（チャイルド本社、アップルしかけ絵本） 2001.9
- 『おばけのおーちゃん』（福音館書店） 2002.5
- 『ありんこ方式』（フレーベル館） 2005.9
- 『ケイゾウさんは四月がきらいです。』（福音館書店） 2006.4
- 『マシュマロのおいしいたべかた』（ひさかたチャイルド） 2006.5
- 『山田守くんはたぬきです』（小学館） 2008.10
- 『さいしゅうれっしゃのあとで』（ひさかたチャイルド） 2008.11
- 『青い風』（佼成出版社） 2008.11
- 『きのうの夜、おとうさんがおそく帰った、そのわけは…』（ひさかたチャイルド） 2010.3
- 『るいくんとおばけくん』（小学館） 2014.7